# Собутка (гмина)
Собутка (пол. Sobótka) — городско-сельская гмина (волость) в Польше, входит как административная единица в Вроцлавский повет, Нижнесилезское воеводство. Население 12 325 человек (на 2004 год).

## Демография
| Перепись                       | Всего   | Всего | Женщины | Женщины | Мужчины | Мужчины |
| ------------------------------ | ------- | ----- | ------- | ------- | ------- | ------- |
| Единицы                        | человек | %     | человек | %       | человек | %       |
| Население                      | 12 325  | 100   | 6344    | 51,5    | 5981    | 48,5    |
| Плотность населения (чел./км²) | 91,1    | 91,1  | 46,9    | 46,9    | 44,2    | 44,2    |

## Поселения
1. Бендковице
2. Гарнцарско
3. Ксенгинице-Мале
4. Крышталовице
5. Кунув
6. Михаловице
7. Мирославице
8. Наславице
9. Окулице
10. Ольбрахтовице
11. Пшездровице
12. Ренкув
13. Рогув-Собуцки
14. Седляковице
15. Стары-Замек
16. Страхув
17. Стшегомяны
18. Сулистровице
19. Сулистровички
20. Свёнтники
21. Войнаровице
22. Жежушице

## Соседние гмины
1. Гмина Йорданув-Слёнски
2. Гмина Конты-Вроцлавске
3. Гмина Кобежице
4. Гмина Лагевники
5. Гмина Марциновице
6. Гмина Меткув